# Georges Aleka Damas

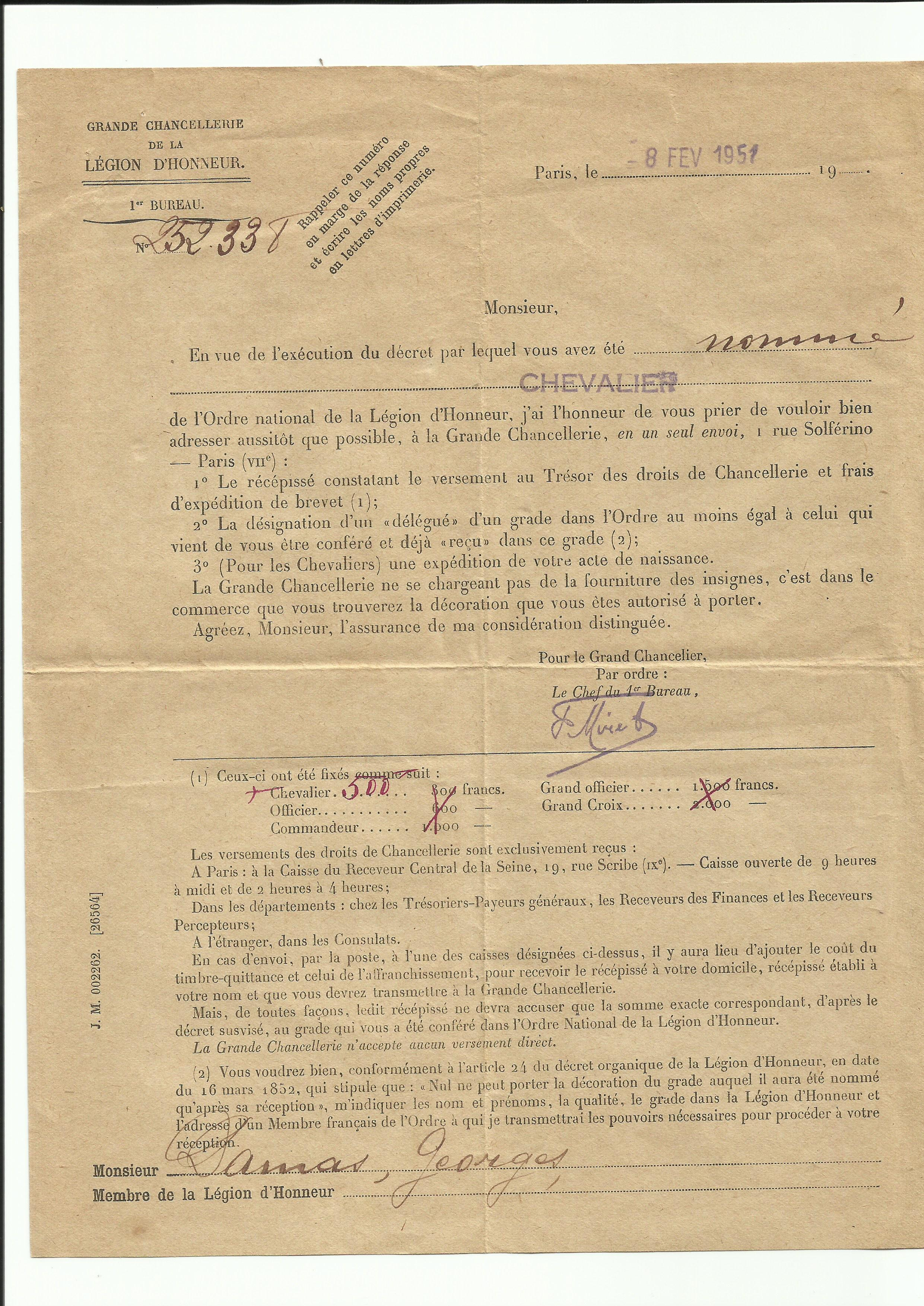
Décret de la Grande Chancellerie de Légion d'Honneur de Georges DAMAS ALEKA

Georges Damas Aleka, né le 18 novembre 1902, mort le 4 mai 1982, était un homme politique Gabonais.
Il est l'auteur et le compositeur de l'hymne national du Gabon, intitulé La Concorde. Ce chant est identifié sous le code ISWC (International Standard Musical Work Code, ou Code international normalisé pour les œuvres musicales) T-003.259.564.4. Georges Damas Aleka est identifié comme le compositeur auteur original ayant droit sous la référence IPI 00007 38 68 79.
Georges Damas Aleka présida l'assemblée nationale gabonaise de 1964 à 1975.